# Ernest Nordli
Pour les articles homonymes, voir Nordli.
Ernest Nordli, dit Erni(e) Nordli, (15 juin 1912, Utah - 22 avril 1968, San Francisco, Californie) était un artiste de layout pour l'animation américain ayant travaillé entre autres pour les studios Disney et Warner Bros. Animation.

## Filmographie
- 1940 : Fantasia, direction artistique pour la séquence La Danse des heures
- 1941 : Dumbo, direction artistique
- 1944 : The Plastics Inventor
- 1945 : The Clock Watcher
- 1945 : Donald's Crime
- 1945 : Cured Duck
- 1945 : Old Sequoia
- 1946 : Donald's Double Trouble
- 1946 : Wet Paint
- 1946 : Dumb Bell of the Yukon
- 1947 : Sleepy Time Donald
- 1948 : Daddy Duck
- 1954 : Baby Buggy Bunny
- 1955 : A Hitch in Time
- 1955 : Rabbit Rampage
- 1955 : Knight-Mare Hare
- 1956 : Broom-Stick Bunny
- 1956 : Rocket Squad
- 1956 : Heaven Scent
- 1956 : Gee Whiz-z-z-z-z-z-z
- 1956 : How to Have an Accident in the Home
- 1956 : Rocket-bye Baby
- 1957 : The Story of Anyburg U.S.A.
- 1959 : La Belle au bois dormant
- 1959 : How to Have an Accident at Work
- 1961 : Les 101 Dalmatiens
- 1961 : The Saga of Windwagon Smith, production designer
- 1961 : The Alvin Show (série télé), production designer
- 1961 : Yogi l'ours (The Yogi Bear Show) (série télé)
- 1962 : Gay Purr-ee, production designer
- 1965 : The Man from Button Willow (en), production designer